# Глазная гипертензия
Глазная гипертензи́я — клинический термин, означающий наличие повышенного внутриглазного давления при отсутствии повреждения зрительного нерва и потери поля зрения.
Для большинства людей нормальный диапазон изменений внутриглазного давления составляет от 10 до 21 мм.рт.ст.. Превышение данного диапазона внутриглазного давления является важным фактором риска развития глаукомы.
Исследования глазной гипертензии, большая многоцентровая рандомизация клинических испытаний показали, что своевременное лечение глазной гипертензии замедляет или предотвращает процесс образования первичной открытоугольной глаукомы. Таким образом, большинство людей с последовательным ростом внутриглазного давления выше 21 мм.рт.ст., особенно если у них есть другие факторы риска, должны позаботиться о предотвращении потери зрения от глаукомы.

## Патофизиология
Внутриглазное давление определяется разностью количества жидкости, образуемой за счёт секреции цилиарного тела и количеством жидкости, которое выводится из глаза через трабекулярную сеть.

## Лечение
Глазная гипертензия устраняется либо посредством глазных капель, либо с помощью лазерного вмешательства. Глазные капли снижают внутриглазное давление за счёт снижения секреции внутриглазной жидкости и/или за счёт увеличения её оттока. Лазерная трабекулопластика помогает снизить внутриглазное давление путём увеличения оттока внутриглазной жидкости через трабекулярную сеть. Применение марихуаны против повышения внутриглазного давления от глазной гипертензии или от глаукомы, одинаково не показано для медицинского применения из-за недостаточной эффективности.

## Внешние ссылки
- eMedicine - Ocular Hypertension
- National Eye Institute
- International Glaucoma Association